# Анцифоровы
Анцифоровы (в старину также писались Онцыфоровы) — древний русский дворянский (боярский) род.
Дворянский род этой фамилии берёт своё начало от новгородского посадника Михаила Михайловича (1273).
При царе Иоанне IV Грозном Анцифоровы были переведены в московские области. В середине XVII века один из них, Дорофей, владел большим поместьем в Орловском уезде; потомки его, продав имение в 1701 году, записывались потом в посадские люди, а позже и в купеческое звание, и восстановили своё дворянство только по Высочайшему повелению 1823 года.
Род Анцифоровых записан в VI часть дворянской родословной книги Орловской губернии Российской империи.
Из этой фамилии были новгородскими посадниками: Михайло Михайлович в 1273 и 1274 годах; сын его, Юрий Михайлович (Мишинич) — в 1290 году; Варфоломей Юрьевич — в 1331 году; Матвей Варфоломеевич — в 1345 году. Брат последнего, Лука (умер в 1342 году), имел сына Онцыфора Лукича, бывшего посадником в 1350 году. От него-то потомки и приняли фамилию Онцыфоровых. Некоторые потомки его были также новгородскими посадниками. Один из Онцыфоровых, Яков Иванович, поручился в 1571 году в 50 рублях по боярине князе Иване Фёдоровиче Мстиславском.
Семь представителей рода Анцыфоровых владели населенными владениями в 1699 году.